# Tariona
Tariona Simon, 1902 è un genere di ragni appartenente alla famiglia Salticidae.

## Distribuzione
Delle cinque specie oggi note di questo genere quattro sono endemiche del Brasile e una di Cuba.

## Tassonomia
A dicembre 2010, si compone di cinque specie:
- Tariona albibarbis (Mello-Leitão, 1947) — Brasile
- Tariona bruneti Simon, 1903 — Brasile
- Tariona gounellei Simon, 1902[2] — Brasile
- Tariona maculata Franganillo, 1930 — Cuba
- Tariona mutica Simon, 1903 — Brasile